# Power Diggerz
Power Diggerz (パワーショベルに乗ろう!! ()), ou Power Shovel en Amérique du Nord, est un jeu vidéo de simulation d'excavation sorti en arcade, PlayStation et Microsoft Windows, développé par Taito (entreprise).

## Système de jeu
Dans un premier temps, le joueur doit obtenir une autorisation pour pouvoir devenir excavateur en réussissant différentes épreuves qui font aussi office de tutoriel. 

## Postérité
En décembre 2014, le jeu figure dans un article de GamesTM intitulé « 10 joyaux PlayStation sous-estimés » : « C'est étonnant qu'il existe un jeu où l'on incarne un excavateur, et ce qui l'est encore plus, c'est qu'il soit en fait incroyablement bien. »